# Importação por encomenda
Importação por encomenda é um tipo de operação de importação regulamentada pelo Governo do Brasil, através da Secretaria da Receita Federal, que estabele diversos requisitos a serem observados pelos  encomedantes e importadores. 
As partes devem estabelecer contrato de compra e venda por encomenda. Este instrumento deve ser submetido à análise da Secretaria da Receita Federal onde o encomendante tenha domicílio, ocasião em que serão vinculados os CNPJs de ambos. Tal vinculação habilita o início das operações de importação de mercadorias diversas.

## Encomendantes
Não se pode cometer o erro muito comum de se confundir Importação por encomenda com Importação por Conta e Ordem de terceiros, modalidade também regulamentada pela Secretaria da Receita Federal.
A principal distinção entre ambas está na possibilidade de adiantamento de recursos por parte do encomendante ou adquirente:
Importação por Conta e Ordem - o adquirente da mercadoria pode adiantar recursos para o importador, vez que essa operação se caracteriza pela prestação de serviços de importação. 
Importação por Encomenda - o encomendante não pode adiantar recursos para o importador. O importador compra a mercadoria no exterior, realiza os procedimentos de nacionalização e, posteriormente, as revende para o encomendante. Somente com essa revenda é que o importador poderá receber pagamento.
Ressalte-se que a terceirização de importações é procedimento perfeitamente legal, desde que cumpridas as obrigações e requisitos emitidos pela Receita Federal do Brasil -(RFB), nos instrumentos legais que disciplinam a matéria. Dentre esses requisitos, destacam-se (INSTRUÇÃO NORMATIVA RFB Nº 1861, DE 27 DE DEZEMBRO DE 2018):
- Haver contrato entre as empresas para a prestação do serviço;
- Contrato deve ser registrado nos sistemas da RFB, previamente à importação;
- As empresas envolvidas devem ter habilitação para prática de comércio exterior no Siscomex;
- A empresa importadora deve lançar na DI, no campo adquirente, o nome da empresa contratante, que arcará com os custos da operação.

Ainda, conforme determina o artigo 4º da IN SRF nº 1861/2018, a fim de promover o despacho aduaneiro das mercadorias importadas, as seguintes condições também deverão ser atendidas:
Art. 4º O adquirente de mercadoria importada por sua conta e ordem e o encomendante predeterminado deverão, previamente ao registro da DI, estar:
I - habilitados para operar no Sistema Integrado de Comércio Exterior, nos termos da Instrução Normativa RFB nº 1.603, de 15 de dezembro de 2015; e
II - vinculados no Portal Único do Comércio Exterior (Pucomex) à pessoa jurídica importadora que promoverá a importação.
A inobservância das providências acima não só implica declarar como sendo própria importação que é do interesse de outros agentes, que são os efetivos responsáveis pela operação, como também oculta a responsável pela operação e atenta contra o controle aduaneiro.